# Татнефть
ПАО «Татне́фть» — российская нефтяная компания. Полное наименование — Публичное акционерное общество «Татнефть» имени В. Д. Шашина. Штаб-квартира — в Альметьевске (Татарстан).
Основные активы компании расположены на территории Республики Татарстан, бизнес-проекты ведутся на внутреннем и зарубежном рынках.
«Татнефть» является одной из крупнейших российских публичных компаний с рыночной капитализацией в 2023 году в 1,65 трлн.руб. В 2021 году вошла в рейтинг журнала Forbes «200 крупнейших частных компаний России 2021», где заняла 7 место с выручкой 720,7 млрд рублей.
По данным Forbes Global 2000, в 2020 году Татнефть занял 539-е место среди крупнейших компаний мира по объёму листинга.

## История
Производственное объединение «Татнефть» создано Постановлением Совета Министров СССР в 1950 году в городе Бугульма Татарской АССР в составе нескольких трестов.
12 июля 1993 года Татнефть награждена Почётной грамотой Президиума Верховного Совета Российской Федерации.
5 июля 2019 года было подписано соглашение с компанией Neste о покупке розничного топливного бизнеса в России, состоящего из 75 АЗС и терминала в Санкт-Петербурге. В соответствии с отдельным соглашением после купли-продажи сеть АЗС могла продолжать функционировать под брендом Neste до 5 лет. В 2021 году начался перевод приобретённых АЗС под бренд «Татнефти».
3 марта 2025 года коллектив «Татнефти» награждён орденом «За доблестный труд» за большой вклад в развитие нефтяной и газовой промышленности, достигнутые трудовые успехи.

## Акционеры и руководство
По состоянию на ноябрь 2023 года акциями компании владело более 590 тысяч акционеров. Из них более 5 % от уставного капитала владело АО «Связьинвестнефтехим» — 27,23 % от уставного капитала (29 % от голосующих (обыкновенных) акций). Юридические лица под контролем Республики Татарстан владели 34 % компании.
Капитализация «Татнефти» по итогам 2023 года — 1,65 трлн.руб.

## Структура
ПАО «Татнефть» — корпоративный центр группы, консолидирует управление инвестиционными, финансовыми и производственными процессами всех бизнес-сегментов в целях достижения максимальных операционных результатов в рамках стратегии развития Компании.
Координация предприятий, входящих в состав Группы, направлена на обеспечение высокой эффективности деятельности дочерних обществ, прозрачность принятия решений и контроль рисков.
Ключевой функцией корпоративного центра Группы является повышение акционерной стоимости и инвестиционной привлекательности Компании.
Состав группы:
- Нефтегазодобыча:
  - «Татнефть-добыча»
  - НГДУ «Азнакаевскнефть»
  - НГДУ «Альметьевнефть»
  - НГДУ «Бавлынефть»
  - НГДУ «Джалильнефть»
  - НГДУ «Елховнефть»
  - НГДУ «Лениногорскнефть»
  - НГДУ «Нурлатнефть»
  - НГДУ «Прикамнефть»
  - НГДУ «Ямашнефть»
  - ООО «Татнефть — Самара»
  - ОАО «Калмнефтегаз»
  - ООО «Татнефть-НАО»
  - АО «КалмТатнефть»
  - ЗАО «Ямбулойл»
- Нефтегазопереработка и реализация нефти и нефтепродуктов:
  - Управление по реализации нефти и нефтепродуктов
  - Управление Татнефтегазпереработка
  - АО «ТАНЕКО»
  - ООО «Татнефть-АЗС Центр»
  - ООО «Татнефть-АЗС-Запад»
  - ООО «Татнефть-АЗС-Ташкент»
  - Tatneft Europe AG
  - ООО «Татнефть-Транс»
  - ООО «Татбелнефтепродукт»
  - ООО «Полтава-Капитал»
  - ООО «Процессинговый центр»
  - ООО «ТН-Авиасервис»
  - ООО «Татнефть-Урал»
  - ООО Компания «БЕЛ ОЙЛ»
  - СП ООО «ТАТНЕФТЬ-УНГ»
- Нефтехимическое производство:
  - АО «Нижнекамсктехуглерод»
  - АО «Нижнекамский механический завод»
  - АО «Ярполимермаш — Татнефть»
  - ООО «Татнефть-Пресскомпозит»
  - ООО «СафПэт»
  - ООО «Тольяттикаучук»
  - АО «Тольяттисинтез»
- Энергетика:
  - ООО «Нижнекамская ТЭЦ»
  - ООО «Татнефть-Энергосбыт»
  - АО «Альметьевские тепловые сети»
- Филиалы и представительства:
  - Представительство в г. Москва
  - Филиал в Ливии
  - Филиал в Туркменистане
  - Филиал в Узбекистане
- Финансовый сектор:
  - Коммандитное товарищество «Татнефть», Солид и Компания"
- Социальная сфера:
  - Медсанчасть ОАО «Татнефть» и г. Альметьевска
  - Национальный негосударственный пенсионный фонд
  - Прогимназия НГДУ «Ямашнефть»
  - Социальные объекты Группы «Татнефть»
- Обеспечение основного производства:
  - Управление «Татнефтеснаб»
  - Татарское геологоразведочное управление
  - Управление по подземному ремонту скважин
  - Управление по реализации проектов строительства
  - Бугульминский механический завод
  - Автотранспортное предприятие
  - Центр АСУТП ООО «Процессинговый центр»
  - ООО «УПТЖ для ППД»
  - ООО «Татнефть-УРС»
  - ООО "Торгово-технический дом «Татнефть»
  - ООО «Татнефть-Нефтехимсервис»
  - АО «Нижнекамскресурсы»
  - ООО ОЭМЗ «ТАПАРТ»
  - «Таграс-ХимСервис»
  - «МехСервис-НПО»
  - «НКТ-Сервис»
  - «КРС-Сервис»
  - «ТМС-Логистика»
- Научно-техническое и организационное сопровождение:
  - Центр технологического развития
  - Центр обслуживания бизнеса
  - Институт «ТатНИПИнефть»
  - ООО «НТЦ Татнефть» (в Сколково)
  - ООО НПЦ «Нефтегазовые технологии»
  - АО «ТатНИИнефтемаш»
  - АО «Нефтехимпроект»
  - ООО «ТатИТнефть»
  - ООО «СТЕК Казань»
  - ООО «1С-ТЭК»
  - ЧОУ ДПО «ЦПК-ТАТНЕФТЬ»

## Деятельность
«Татнефть» — одна из крупнейших российских вертикально-интегрированных нефтяных компаний, в составе которой динамично развиваются нефтегазодобыча, нефтепереработка, нефтегазохимия, шинный комплекс, сеть АЗС, электроэнергетика, разработка и производство оборудования для нефтегазовой отрасли и блок сервисных структур. «Татнефть» также участвует в капитале компаний финансового сектора.
«Татнефть» ведёт добычу на 77 нефтяных месторождениях, крупнейшее из которых — Ромашкинское. Доказанные запасы нефти на июнь 2020 года составляют 998,3 млн тонн.
«Татнефти» по состоянию на 1 августа 2022 года принадлежит сеть из 790 АЗС, в том числе 770 — в Российской Федерации, 18 — в Беларуси и 2 — в Узбекистане.

### Международная деятельность
В 2005 году компания в результате тендера получила концессию на разработку блока в районе Гадамас в Ливии. В 2006 году компания получила лицензию на разработку ещё трёх блоков в этой стране. Извлекаемые запасы на месторождениях оцениваются в 247 млн тонн.

### Показатели деятельности
В ноябре 2017 года «Татнефть» на Московской бирже обновила исторический максимум. Капитализация компании превысила 1 трлн руб. и составила 1,125 трлн руб.
Объём добычи нефти в 2019 году составил 29,8 млн тонн.
В 2019 выручка составила +932,3 млрд.руб, чистая прибыль +192,2 млрд руб.
Чистая прибыль «Татнефти» по международным стандартам финансовой отчётности в 2020 году снизилась на 46,2 % по сравнению с 2019 годом, до 103,49 млрд руб. В 2019 году «Татнефть» получила 192,2 млрд руб. чистой прибыли. За 2020 год выручка достигла 720,7 млрд руб., что на 22,7 % меньше, чем годом ранее. Скорректированная EBITDA за 2020 год снизилась на 43 %, до 187,3 млрд руб. Среднесуточная добыча нефти в «Татнефти» за 2020 год уменьшилась на 12,9 %, до 506 тыс. баррелей в сутки. Выпуск нефтепродуктов увеличился на 12,2 %, до 11,5 млн т.
Рейтинговое агентство «Эксперт РА» в 2017 году присвоило ПАО «Татнефть» рейтинговую оценку ruAAA со стабильным прогнозом и ежегодно подтверждает её (2018-2024).
Рейтинговое агентство АКРА присвоило компании в 2024 году рейтинговую оценку AAA(RU) со стабильным прогнозом.

### Перспективные проекты
В 2011 году введён в эксплуатацию крупный нефтеперерабатывающий комплекс в Нижнекамске — «ТАНЕКО» (проект «ТАНЕКО», от Татарстанский нефтеперерабатывающий комплекс). На предприятии перерабатывается тяжёлая высокосернистая нефть, глубина переработки составляет 99 %.
В связи с политической обстановкой на территории контрактных участков Компании «Татнефть» в Ливии и Сирии на текущий период с 2011 года исполнение программы геологоразведочных работ приостановлено.
В 2016 году компания приступила к реализации стратегии развития на период до 2025 года — «Стратегия 2025», предполагающая удвоение (в долларах США) стоимости Группы «Татнефть».

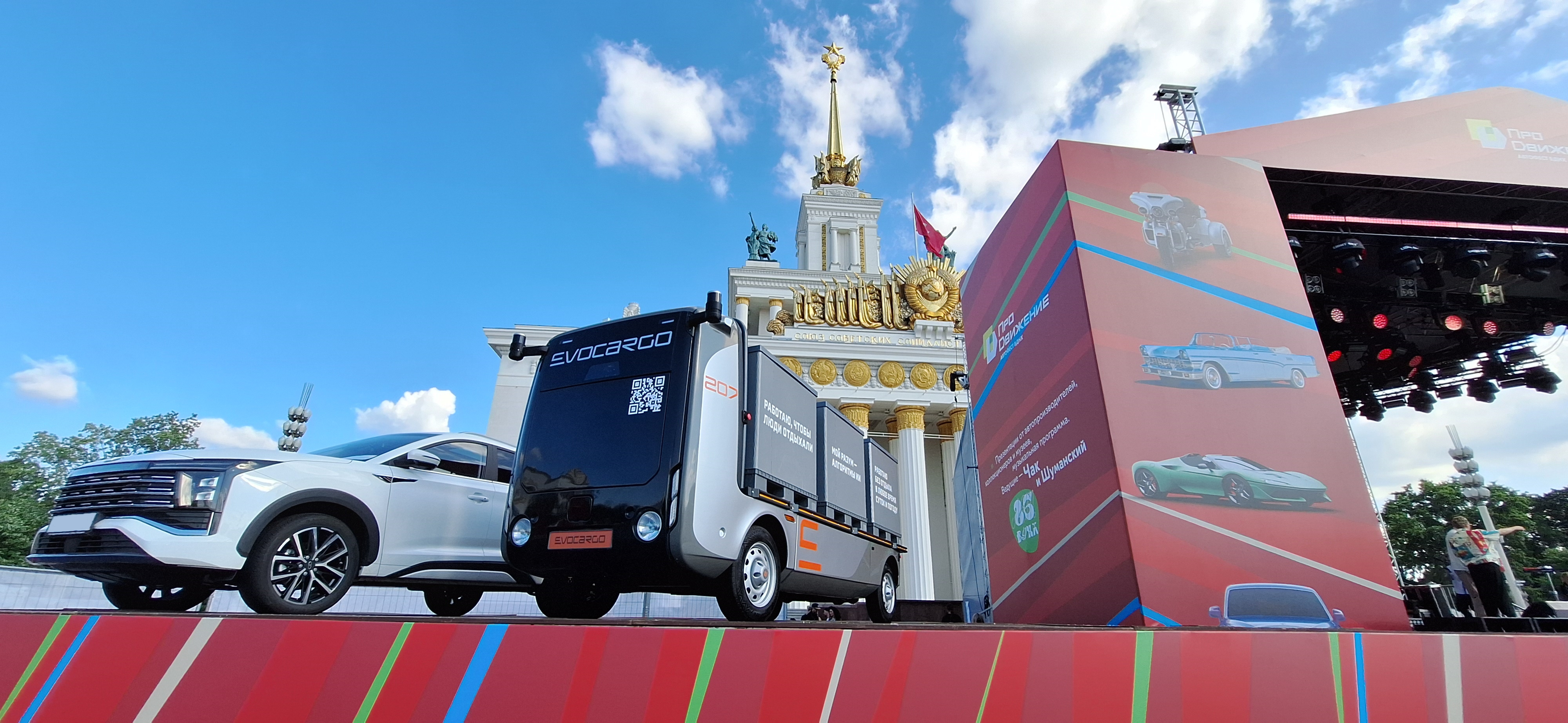
Беспилотный грузовик Evocargo на фестивале «ПроДвижение» 2025 г.

В сентябре 2023 года ООО «Эвокарго», московский разработчик грузовиков Evocargo, и «Татнефть» заключили соглашение о запуске на промышленной площадке НК в Альметьевске (Татарстан) сервиса грузоперевозок с применением беспилотных малотоннажных электрогрузовиков.
В октябре 2023 года Инвестиционный совет Татарстана одобрил проект завода терефталевой кислоты. Компания планирует вложить в строительство 91,2 млрд рублей.

## Руководители компании
- Шмарёв, Алексей Тихонович (начальник объединения «Татнефть» в 1950—1956 гг.);
- Шашин, Валентин Дмитриевич (начальник объединения «Татнефть» в 1956—1960 гг.);
- Мингареев, Рафхат Шагимарданович (начальник объединения «Татнефть» в 1960—1965 гг.);
- Валиханов, Агзам Валиханович (начальник объединения «Татнефть» в 1965—1977 гг.);
- Булгаков, Ришад Тимиргалиевич (начальник объединения «Татнефть» в 1977—1980 гг.);
- Мухаметзянов, Аклим Касимович (генеральный директор ПО «Татнефть» в 1980—1990 гг.);
- Галеев, Ринат Гимаделисламович (генеральный директор ОАО «Татнефть» в 1990—1999 гг.);
- Тахаутдинов, Шафагат Фахразович (генеральный директор ОАО «Татнефть» с 1999 г. до ноября 2013 г.);
- Маганов, Наиль Ульфатович (генеральный директор ОАО «Татнефть» с ноября 2013 г.).

## Известные сотрудники
- Валентин Дмитриевич Шашин
- Тронов, Валентин Петрович

Герои Социалистического Труда:
- Багманов, Гарай Мавлетбаевич
- Булгаков, Ришад Тимиргалиевич
- Валиханов, Агзам Валиханович
- Гринь, Михаил Петрович
- Губайдуллин, Ахат Шарифуллович
- Драцкий, Николай Григорьевич
- Леванов, Владимир Алексеевич
- Мальцев, Николай Алексеевич
- Мингареев, Рафхат Шагимарданович
- Тимерзянов, Закий Тимерзянович
- Шарифуллин, Зиннат Галиуллович